# Jean-Louis Masson (homme politique, 1954)
Pour les articles homonymes, voir Jean-Louis Masson.
Jean-Louis Masson, né le 5 février 1954 à La Garde (Var), est un homme politique et officier supérieur de gendarmerie français. Il est membre des Républicains.
Maire de La Garde de 2001 à 2017 et de 2020 à 2022, il est député du Var de 2017 à 2020 et président du conseil départemental du Var depuis 2022.

## Carrière
Colonel de gendarmerie, il est titulaire d'un DESS de science politique[réf. souhaitée]. Il fait valoir ses droits à la retraite le 1er septembre 2000. Cette décision est justifiée par sa candidature à la mairie de La Garde (26 000 habitants), sa ville natale. Sa liste remporte l'élection au deuxième tour avec plus de 52 % des voix et il est élu maire. Candidat indépendant, il adhère d'abord à l'UDF, puis passe à LR (Les Républicains). Il est réélu aux premiers tours en 2008 et 2014.
Le 18 juin 2017, il est élu député de la troisième circonscription du Var lors des élections législatives de 2017 et quitte sa fonction de maire en raison de la loi sur le non-cumul des mandats.
Il se représente comme tête de liste aux élections municipales de 2020 et remporte la majorité au second tour. Il est réélu maire en juillet 2020 et quitte son poste de député le 2 août 2020, laissant la place à sa colistière Édith Audibert. 
Au conseil départemental du Var, qu'il préside depuis 2022, la majorité LR est amenée à faire alliance de fait avec le RN. 

## Vie privée
Jean-Louis Masson est le fils de Louis Masson, maire de La Garde dans les années 1950. Il est père de six enfants.

## Détail des fonctions et des mandats

### Mandat national
- 21 juin 2017 – 2 août 2020 : député de la 3e circonscription du Var

### Mandats et fonctions locales
- Mars 2001 – juillet 2017 et juillet 2020 - novembre 2022 : maire de La Garde
- 2002 – 2017 : vice-président de la CA Toulon Provence Méditerranée
- Mars 2004 – mars 2015 : conseiller général du canton de La Garde
- Mars 2008 – mars 2015 : vice-président du conseil général du Var
- Mars 2015 – juillet 2017 : conseiller départemental du canton de La Garde
- Avril 2015 – juillet 2017 : premier vice-président du conseil départemental du Var
- Depuis octobre 2018 : président de la fédération départementale Les Républicains du Var
- Depuis octobre 2022 : président du conseil départemental du Var (à la suite de la condamnation de Marc Giraud)
- Depuis novembre 2022 : premier adjoint au maire de La Garde

## Distinctions
- Chevalier de la Légion d'honneur (1997)[7]
- Chevalier de l'ordre national du Mérite (1992)[8]
- Officier de l'ordre national du Mérite (2007)[8]
- Chevalier de l'ordre des Palmes académiques (2016)[9]
- Médaille de la Défense nationale, échelon or [réf. souhaitée]